# Mark Sedgwick
Mark J. Sedgwick  (geb. 20. Juli 1960 in London) ist ein britischer Religionswissenschaftler, Historiker und Hochschullehrer.
Er ist der Autor von Forschungsarbeiten über Sufismus, islamische Mystik und westliche Esoterik, Traditionalismus und damit verbundene radikale Bewegungen. Er hat sich mit Fragen des religiösen Pluralismus und des interreligiösen Dialogs auseinandergesetzt. Sedgwick ist Sekretär der European Society for the Study of Western Esotericism (ESSWE).

## Leben
Mark Sedgwick wurde am 20. Juli 1960 in London geboren. Er studierte an der Harrow School und anschließend am Worcester College in Oxford. Er erhielt seinen Doktortitel von der Universität Bergen. Er war Dozent in der Abteilung für Arabistik an der Amerikanischen Universität in Kairo. Seit 2007 ist er Professor für Arabistik und Islamwissenschaften an der Universität Aarhus in Dänemark.
Als Sedgwick 1990 in Kairo lebte, traf er auf Sufis sowohl der Naqshbandiyya als auch der traditionalistischen Maryamiyya. Er schloss sich jedoch keiner der beiden Gruppen an. Im Jahr 1996 begann er mit der Erforschung des Traditionalismus.

## „Gegen die moderne Welt“
Als er 1996 in Kairo war, begann er sich für die wenig erforschte Geschichte des Sufismus und des Neo-Sufismus zu interessieren, nachdem er die Schriften von René Guénon (1886–1951) konsultiert hatte, der 1912 einer Sufi-Bruderschaft beigetreten war. In der Folge verfasste Sedgwick ein Werk unter dem Titel Against the Modern World: Traditionalism and the Secret Intellectual History of the Twentieth Century, das 2004 in Oxford veröffentlicht wurde. Darin erörtert er den Einfluss von Guénons Ideen auf esoterische und rechtsgerichtete Kreise in Europa, Russland und den islamischen Osten. Dazu gehört auch eine Diskussion über Schuons wichtigsten Anhänger, Seyyed Hossein Nasr, und über den Traditionalismus im Iran bis zur islamischen Revolution von 1979, insbesondere über die Kaiserlich-iranische Akademie für Philosophie (Imperial Iranian Academy of Philosophy).
Im Vorwort zu Against the Modern World stellt der Autor leicht übertreibend fest, dass „die traditionalistische Bewegung noch nie zuvor systematisch untersucht worden ist“, obwohl das Buch aufgrund der Breite des Materials (von den Vorläufern wie Madame Blavatsky, Encosse (Papus) und Pouvourville bis zum postsowjetischen Eurasianismus und Islamismus) wirklich bahnbrechend ist.
Mehr oder weniger große Abschnitte sind so berühmten Anhängern Guénons wie Julius Evola, Frithjof Schuon, Titus Burckhardt, Michel Valsan, Mircea Eliade,  Jewgeni Golowin, Alexander Dugin und  Geidar Dschemal gewidmet.
Sedgwicks Buch löste bei Traditionalisten Unzufriedenheit aus. Mehrere Rezensenten von Sedgwicks Werk werfen dem Autor ein oberflächliches Verständnis von Traditionalismus und allgemein ein falsches Geschichtsverständnis vor.

## Publikationen
Autor
- Sufism: The Essentials. Cairo: American University in Cairo Press, 2000.
- Against the Modern World: Traditionalism and the Secret Intellectual History of the Twentieth Century. Oxford University Press, 2004. (Online-Teilansicht) – Siehe auch die Besprechung: A Critique of Against the Modern World by Mark Sedgwick (Robert Horvath).
  - Gegen die moderne Welt: Die geheime Geistesgeschichte des 20. Jahrhunderts. Aus dem Englischen von Nadine Miller. Matthes & Seitz, Berlin 2019
- „Al-Qaeda and the Nature of Religious Terrorism“ Terrorism and Political Violence 2004
- Saints and Sons: The Making and Remaking of the Rashidi Ahmadi Sufi Order, 1799–2000. Brill, 2005.
- Islam and Muslims: A Guide to Diverse Experience in a Modern World. Boston: Intercultural Press, 2006.
- Muhammad Abduh. Oxford: Oneworld, 2009.
- “The Concept of Radicalization as a Source of Confusion.” Terrorism and Political Violence 2010
- Western Sufism: From the Abbasids to the New Age. New York: Oxford University Press, 2016.
- Traditionalism: The Radical Project for Restoring Sacred Order. New York: Oxford University Press, 2023.

Herausgeber
- Islamic Myths and Memories: Mediators of Globalization. Editor, with Ulrika Mårtensson and Itzchak Weismann. Farnham: Ashgate Press, 2014.
- Making European Muslims: Religious Socialization among Young Muslims in Scandinavia and Western Europe. Editor. New York: Routledge, 2014.
- Key Thinkers of the Radical Right: Behind the New Threat to Liberal Democracy. Editor. New York: Oxford University Press, 2019 (Online*) (Zu dem er die Einleitung schrieb. Das Buch ist untergliedert in die Teile I: Classic Thinkers (1. Oswald Spengler and the Decline of the West; 2. Ernst Jünger and Storms of Steel; 3. Carl Schmitt and the Politics of Identity; 4. Julius Evola and Tradition); II: Modern Thinkers (5. Alain de Benoist and the New Right; 6. Guillaume Faye and Archeofuturism ; 7. Paul Gottfried and Paleoconservatism; 8. Patrick J. Buchanan and the Death of the West); 9. Jared Taylor and White Identity; 10. Alexander Dugin and Eurasianism; 11. Bat Ye’or and Eurabia) und III: Emergent Thinkers (12. Mencius Moldbug and Neoreaction; 13. Greg Johnson and Counter-Currents; 14. Richard B. Spencer and the Alt Right; 15. Jack Donovan and Male Tribalism; 16. Daniel Friberg and Metapolitics in Action.)
- Global Sufism: Boundaries, Structures, and Politics. Editor, with Francesco Piraino. London: Hurst, 2019.
- Esoteric Transfers and Constructions: Judaism, Christianity, and Islam. Editor, with Francesco Piraino. New York: Palgrave, 2021.
- Anarchist, Artist, Sufi: The Politics, Painting, and Esotericism of Ivan Aguéli. Editor. London: Bloomsbury, 2021. (Online-Teilansicht)